# Mannus Franken
Marinus Herman Karel (Mannus) Franken (Deventer, 6 februari 1899 – Lochem, 1 augustus 1953) was een Nederlands filmregisseur en documentairemaker.

## Films
Franken was een pionier op het gebied van de documentaire film. Hij was, komend en geleerd hebbend in Parijs, een van de oprichters van de Filmliga en het avant-garde Filmtheater de Uitkijk. De film Regen, die hij in 1929 samen met Joris Ivens maakte, behoort tot de Canon van de Nederlandse film. Met Ivens maakt hij ook de film Branding (1929). 
Franken heeft documentaires gemaakt in Nederlands-Indië: onder andere Pareh, het lied van de rijst in 1936 en Tanah Sabrang, land van de overkant (1939), met name ter promotie van emigratie daarheen. Met fotograaf en filmmaker J.C. Mol maakte hij de speelfilm Djaoeh dit mata. Aldaar maakte hij journaals (Wordende Wereld) en ook de marinefilm 't Sal waerachtig wel gaen. Hij was 31 jaar lang productieleider van Multifilm-Batavia in Meester Cornelis.
Zijn laatste werk was Slaet opten trommele (1952), een korte film over een modern symfonieorkest; het was een opdracht van Stichting voor Culturele Samenwerking.

## Boek en toneelstukken
Franken schreef een boek over zijn verblijf in Indonesië; hij schreef ook enkele toneelstukken (D16MM, Mensch Machine, Circus Rausch, Verlies en winst '32) en een oratorium Advent met muziek van Rob de Roos (1929).

## Nederlandse Smalfilm Liga
In december 1931 richtte hij, samen met Leo Krijn en Dick Boer, de Nederlandsche Smalfilm Liga (NSL) op. J.C. Mol werd commissaris in het bestuur en tevens de filmothecaris. Franken werd penningmeester. De NSL is de voorganger van de Nederlandse Organisatie Van Audiovisuele amateurs (NOVA). 

## Persoonlijk
Franken was een zoon van luitenant van de infanterie Eilardus Franken en Gerritjen Naeff. Franken overleed in het ziekenhuis te Lochem; hij werd begraven op de Nieuwe Begraafplaats aldaar.
Na de dood van Franken stelde het Prins Bernhard Fonds 2000 gulden beschikbaar voor het aankoop van zijn filmmateriaal, dat nog in het bezit was van de regering van Indonesië.
- Bibsys: 9075094
- Bibliothèque nationale de France: cb16096039b (data)
- Biografisch Portaal: 93652034
- Digitale Bibliotheek voor de Nederlandse Letteren: fran121
- Gemeinsame Normdatei: 1022495909
- International Standard Name Identifier: 0000 0003 7469 4984
- Library of Congress Control Number: no00024974
- Nederlandse Thesaurus van Auteursnamen: 070040257
- RKD-Nederlands Instituut voor Kunstgeschiedenis: 128416
- Virtual International Authority File: 90766977
- WorldCat: E39PBJq73YXvjPVwYrpkxGhPwC